# Anna Donáth
Anna Júlia Donáth (Budapest, 6 aprile 1987) è una politica ungherese, membro del Parlamento europeo dal 2019 per il Movimento Momentum (parte di Renew Europe group). Donáth è stata leader del partito dal novembre 2021 al maggio 2022.

## Biografia
Donáth è nata nel 1987 a Budapest, in Ungheria, da László Donáth e Ildikó Muntag. È la più giovane di tre fratelli. Suo padre László Donáth è un ex pastore ed ex membro del parlamento per il Partito Socialista Ungherese. Suo nonno paterno, Ferenc Donáth, è di origine ebrea, ed era un avvocato e uno dei tre segretari del Comitato Centrale del Partito Socialista Operaio Ungherese durante la Rivoluzione Ungherese del 1956.
La prima educazione di Donáth fu alla Veres Péter High School di Békásmegyer, Budapest. Ha studiato sociologia all'Università Loránd Eötvös di Budapest e studi etnici e migratori all'Università di Amsterdam.  Dopo la laurea, ha completato uno stage presso la Commissione europea, prima di tornare in Ungheria per diventare project manager per l'organizzazione non governativa Menedék. È entrata a far parte del Movimento Momentum nel 2016 e ne è diventata vicepresidente nel giugno 2018.  Donáth era una candidata per il partito centrista alle elezioni parlamentari ungheresi del 2018. Il partito non ha vinto alcun seggio alle elezioni.
Nel dicembre 2018, Donáth ha partecipato a una protesta contro il nuovo diritto del lavoro del governo ungherese, soprannominato dagli oppositori la "legge sugli schiavi", che ha aumentato il limite annuale degli straordinari per i lavoratori da 250 a 400 ore e ha concesso alle imprese tre anni invece di un anno per pagare gli straordinari.  Donáth è stata arrestata durante la protesta e successivamente rilasciata.

### Parlamento Europeo
Donáth si è candidata per il Movimento Momentum alle elezioni del Parlamento europeo del 2019. Era la seconda nella lista del suo partito ed è stata eletta come uno dei suoi due eurodeputati (l'altro è Katalin Cseh) in Ungheria. 
Al Parlamento europeo, Donáth è membro del gruppo del partito Renew Europe. Fa parte della commissione per le libertà civili, la giustizia e gli affari interni. In tale veste, è anche membro del gruppo di monitoraggio Democracy, Rule of Law & Fundamental Rights. Nel 2022, è entrata a far parte della commissione d'inchiesta per indagare sull'uso di Pegasus e di uno spyware di sorveglianza equivalente. 
Oltre ai suoi incarichi in commissione, Donáth fa parte della delegazione del parlamento presso la Commissione parlamentare di stabilizzazione e associazione UE-Albania e l'Intergruppo del Parlamento europeo sui diritti LGBT. 
Dopo essere diventata eurodeputata, Donáth ha ottenuto l'immunità dall'accusa per la sua partecipazione alla protesta sul diritto del lavoro del dicembre 201; tuttavia Donáth ha scelto di rinunciarvi il 29 maggio 2019. 
Donáth è stata eletta leader del Movimento Momentum il 21 novembre 2021. Ha ottenuto il 56,6% dei voti, sconfiggendo Anna Orosz (28,9%) e Gábor Hollai (14,5%). Dopo le elezioni parlamentari del 2022, in cui l'alleanza di opposizione Uniti per l'Ungheria, incluso Momentum, ha subito una pesante sconfitta, il 9 maggio 2022 Donáth ha annunciato di essere incinta e di non candidarsi alle elezioni per il rinnovo del partito. Le è subentrato Ferenc Gelencsér.